# Heterogemma capitata
Heterogemma capitata là một loài rêu tản trong họ Jungermanniaceae. Loài này được (Hook.) Konstant. & Vilnet mô tả khoa học lần đầu tiên năm 2009.